# محمد بدارنة
محمد بدارنة (وُلد عام 1978 م) هو مصورٌ فلسطيني، ينشط في المشاريع الفلسطينية عربيًا ودوليًا.

## حياته
ولد محمد كامل بدارنة في مدينة عرابة بالجليل عام 1978 م. ينتمي إلى عائلةً تهتم بالثقافة والسياسة، حيث انخرط أفرادٌ منها في العمل الوطني وتطوير الحراك الفني في فلسطين. أمضى حياته في حيفا، كما درس الفلسفة والتاريخ في جامعة حيفا. عمل بعدها في مجال التعليم، كما بدأ بدراسة التصوير الفوتوغرافي عام 2008 م في معهد الفنون بمدينة حيفا. أنهى دراسة التصوير عام 2012، ثم أصبح يُقدم أعماله عبر حكاياتٍ بصرية تُعبر عن «هموم الناس وتفاصيل حياتهم». ينشط محمد حقوقيًا في الناصرة عبر المؤسسة العربية لحقوق الإنسان، كما أسس "حركة حق” الشبابية التي كانت تهتم بقضايا الهوية والحركات الشبابية الجماهيرية.
يعمل محمد في مجال التدريب والورشات المتعلقة بالتصوير وحقوق الإنسان، وخصوصًا ما يُطلق عليه «التصوير لأجل التغيير». اختير أيضًا ضمن برنامج المفوضية السامية للأمم المتحدة لحقوق الإنسان المُنعقد في جنيف. كما جذبت أعماله مؤسسات ومنظمات كثيرة، مثل دارة الفنون في عمّان ومنظمة العمل الدولية والأمم المتحدة وغيرها، كما عُرضت أعماله في جنيف والمغرب وبروكسل ونيويورك وغيرها.

## أعماله
قدم محمد عددًا من الأعمال، من أبرزها:
- «أثر» عن تجربة الذاكرة والموت المنتظر للأهل، حيفا
- «تيه» عن رحلة الجسد بين العتمة والضوء، حيفا
- «حافة الأمل» عن عمالة الأطفال، شفشاون
- «ترجعوا بالسلامة»عن العمال الفلسطينيين، عمّان[5]
- «الفريق المنسي»
- «ألعاب غير معترف بها»[6]

## جوائز
صل على عددٍ من الجوائز والتكريمات، منها:[بحاجة لمصدر غير أولي]
- جائزة فلسطين للشباب (2009)[بحاجة لمصدر]
- توصية لجنة الحكم في مسابقة حوض البحر المتوسط للتصوير (2011)[بحاجة لمصدر]
- جائزة العودة (2012)[بحاجة لمصدر]
- منحة الصندوق العربي للثقافة والفنون عن مشروع «ترجعوا بالسلامة» (2012)[8]

## وصلات خارجية
- الموقع الرسمي